# Besenyőpetőfalva
Besenyőpetőfalva (1899-ig Petőfalu, szlovákul Pečeňady) község Szlovákiában, a Nagyszombati kerületben, a Pöstyéni járásban. Pecsenyéd és Petőfalva egyesítésével jött létre.

## Fekvése
Pöstyéntől 20 km-re, délnyugatra fekszik.

## Története
A község területén már a kőkorszaktól fogva éltek emberek. Ezt bizonyítják az itt előkerült kőkorszaki, újkőkori, a hallstatti kultúrához tartozó leletek, valamint a későbbi római-barbár korszakból és a Nagymorva Birodalom idejéből származó maradványok.
A település 1113-ban a zobori apátság birtokainak Kálmán király általi megerősítő oklevelében szerepel először "villa Spectaculi" alakban.
Magyar nevét onnan kapta, hogy a beleolvadt Pecsenyéd 1216-ban "villa Byssenorum" néven szerepelt, mely – mint neve is mutatja – egykor besenyő határőrtelepülés volt. Királyi birtok, majd 1209-ben II. András király a kosztolányi uradalommal együtt a Hont-Pázmány nembeli Sebesnek adja. A tatárjárást követően 1254-ben IV. Béla király a szomszédos Vörösvár urának, Edőcsnek ajándékozza. A falu megszenvedte az 1271–72-es cseh háborút, majd a század utolsó évtizedében Csák Máté birtoka lett, egészen annak 1321-ben bekövetkezett haláláig. 1359-ben lakatlan faluként említik, majd a század vége felé délszláv telepesekkel telepítették be. A délszláv vezetéknevek a 15. század elejéig nyomon követhetők. 1394-ben Zsigmond király a jókői váruradalommal együtt hívének, Stíbor vajdának adta, majd ennek halála után fia lett a birtok ura. 1437-ben a Bánfy család beckói váruradalmának része lett. 1522-ben Bánfy Zsigmond birtoka. 1576-ban 5 és fél porta és 8 zsellérház volt a faluban. 1601-ben 18 háza állt. 1694-ben a horvát származású Uzsovics Péter kapja a birtokot királyi adományként. 1715-ben 10 parasztház és 9 zsellérház található itt. 1787-ben 39 házban 51 család lakik 236 lakossal. 1828-ban 38 házban 262 lakos élt.
Vályi András szerint: "PETŐFALVA. Patjova. Tót falu Nyitra Vármegyében, földes Urai Uzovics, és több Uraságok, lakosai katolikusok, és másfélék is, fekszik Nagy Kosztolánhoz nem meszsze, mellynek filiája, határjában fája nints; de mivel legelője, földgye, réttye elég, és jó termékenységű, piatzozása is van Varbón, és Újhelyben, első osztálybéli."
"PECSENÉD. Pecsenadi. Tót falu Nyitra Vármegyében, földes Urai Uzovics, és több Uraságok, lakosai katolikusok, fekszik Nagy Kosztolánhoz nem meszsze, mellynek filiája, határbéli földgye ollyan, mint Petőfalváé, első osztálybéli."
Tekintélyes Uzovics családbeliek közül petőfalvi Uzovics János (1741-1803) és a neje, Wolfstein Anna (1736-1804) laktak a településen Mária Terézia korában.
Fényes Elek szerint: "Petőfalva (Petyov), tót falu, Nyitra vmegyében, Pecsenéd mellett: 191 kath. lak. F. u. az Uzovich család. Ut. p. Galgócz."
"Pecsenéd, tót falu, Nyitra vgyében, N.-Kosztolánhoz 1/2 órányira: 228 kath. lak. Nem nagy, de termékeny határral. Ut. p. Galgócz."
Nyitra vármegye monográfiája szerint: "Petőfalu, Pecsenyéd mellett, 297 r. kath. vallásu lakossal. Postája, táviró- és vasúti állomása Nagy-Kosztolány. Földesura az Uzsovics-család volt, melynek itt ma is nagyobb birtoka és díszesen berendezett, szép kastélya van. A kastélyt Uzsovics, sz. Kvassay Francziska építtette e század elején, de csak Uzsovics János fejezte be 1825-ben."
"Pecsenyéd, tót falu a Dudvág jobb partján, Nagy-Kosztolánytól délre, 293 r. kath. vallásu lakossal. Postája Nagy-Kosztolány, táviró- és vasúti állomása Kosztolány. Földesura az Uzsovics-család volt. Most Uzsovics Pálnak van itt nagyobb birtoka. Ősrégi község, mely 1216-ban mint villa Byssenorum, azaz Bessenyőfalva szerepelt. 1379-ben már Bessenyő (Besseneu) néven találjuk följegyezve."
A trianoni békeszerződésig Nyitra vármegye Pöstyéni járásához tartozott.

## Népessége
| Év:            | 1994. | 2004.   | 2014.    | 2024.   |
| -------------- | ----- | ------- | -------- | ------- |
| Emberek száma: | 521   | 477     | 529      | 564     |
| Eltérés:       |       | -8,44 % | +10,90 % | +6,61 % |

| Év:            | 2023. | 2024.   |
| -------------- | ----- | ------- |
| Emberek száma: | 566   | 564     |
| Eltérés:       |       | -0,35 % |

1910-ben 776, túlnyomórészt szlovák anyanyelvű lakosa volt.
2001-ben 475 lakosából 467 szlovák volt.
2011-ben 509 lakosából 468 szlovák volt.

## Neves személyek
- Itt született 1724-ben Csapody László János jezsuita rendi tanár, költő.
- Itt született 1727-ben Csapody József Antal Somogy vármegye főszolgabíraja, földbirtokos.
- Itt született 1729-ben Csapody Lajos jezsuita rendi szerzetes, címzetes püspök.
- Itt született 1894-ben Anton Kolarovič szlovák szaleziánus, szakács, disszidens.
- Itt született 1904-ben Rudolf Jarušek bibliográfus, irodalomtörténész, pedagógus.
- Itt született 1911-ben Viliam Pavlovský jezsuita pap, pedagógus.
- Itt született 1930-ban Oliver Bašovský geográfus, egyetemi oktató.

## Nevezetességei
- Az Uzsovics-kastély 1820 és 1825 között épült klasszicista stílusban.
- A Jézus Szíve templom 1899-ben épült.